# Glinna (województwo zachodniopomorskie)
Glinna (do 1945 r. niem. Glien) – wieś w Polsce położona w województwie zachodniopomorskim, w powiecie gryfińskim, w gminie Stare Czarnowo.
W latach 1975–1998 miejscowość administracyjnie należała do województwa szczecińskiego. Wieś słynie z utworzonego w 1823 ogrodu dendrologicznego o powierzchni 5 ha. Najstarsze i najcenniejsze zachowane do dziś drzewa pochodzą z 1880 roku. 

## Ogród dendrologiczny

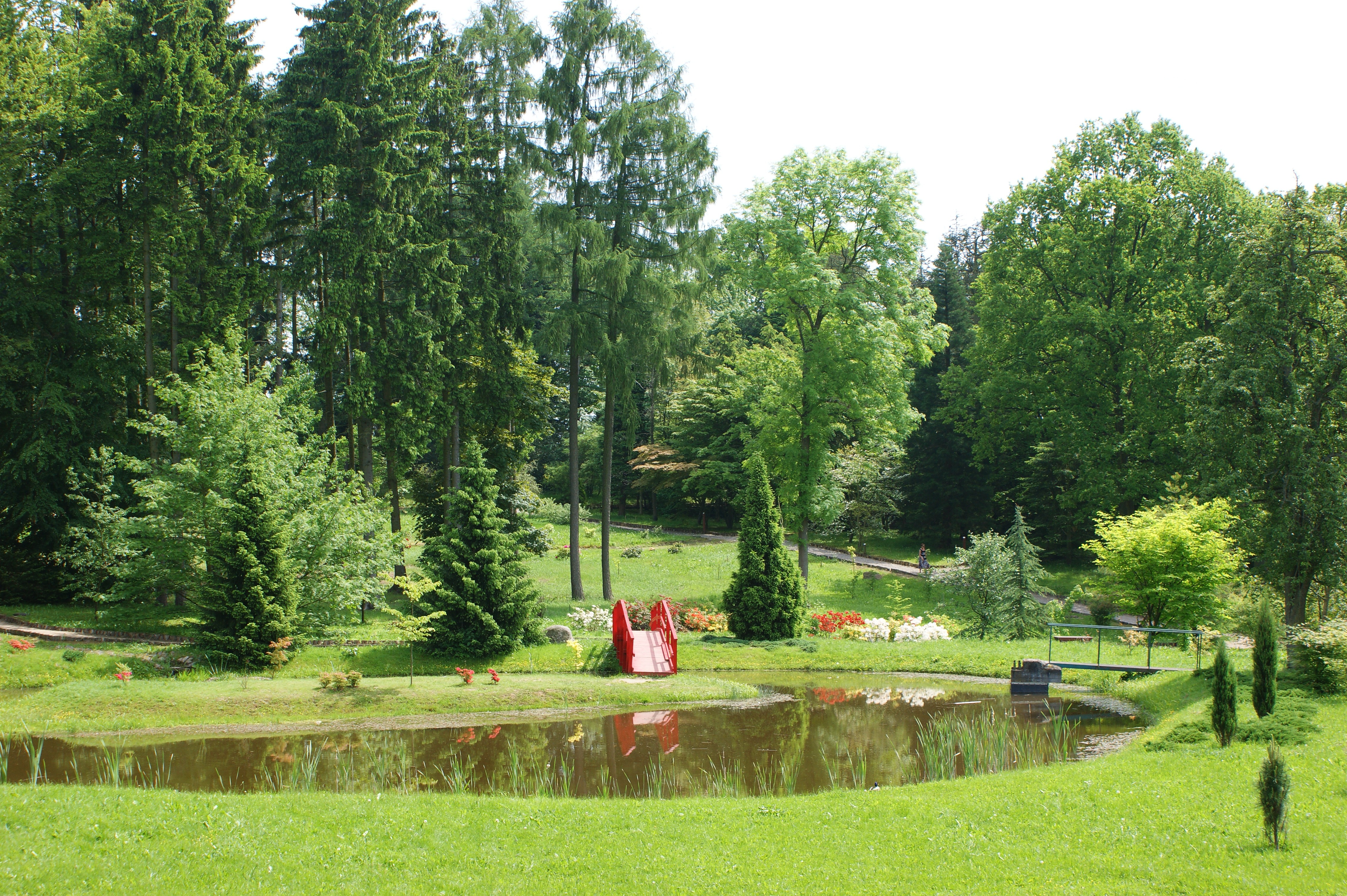
Ogród dendrologiczny

Ogród dendrologiczny jest położony w południowo-wschodniej części Puszczy Bukowej. Historia ogrodu sięga w 1823 roku, wówczas znajdowała się tu prywatna szkółka drzew rodzimego pochodzenia. W 1870 roku obiekt ten przejęło nadleśnictwo państwowe. Pod koniec XIX wieku, z inicjatywy nadleśniczego Carla Ludwiga Gene, na obrzeżach nasadzeń szkółkarskich posadzono kilkadziesiąt drzew obcego pochodzenia dla ozdoby, urozmaicenia i celów badawczych (obserwacja rozwoju, odporności na mróz, zdolności rozsadzania itd.). 
Po II wojnie światowej brak odpowiedniej pielęgnacji, a także warunki naturalne (susza, mróz, huraganowe wiatry, choroby grzybowe i owady) wpłynęły na znaczne zubożenie nasadzeń. Dopiero w 1970 roku, głównie z inicjatywy dr. inż. Jerzego Jackowskiego i prof. Bolesława Szymkiewicza, opiekę naukową nad ogrodem objęło Arboretum SGGW w Rogowie. Rozpoczęto stopniową przebudowę poszczególnych kwater, używając do uzupełnienia nasadzeń drzew i krzewów z Arboretum w Rogowie.
Obecnie gospodarzem ogrodu jest Nadleśnictwo Gryfino, a opiekunem naukowym prof. Jerzy Tumiłowicz. Na powierzchni 3,80 ha rośnie łącznie 230 gatunków drzew i krzewów pochodzących z różnych stron świata. Do najcenniejszych okazów należą: obumarły okaz mamutowca olbrzymiego (40 m wysokości/142 cm średnicy), jodła olbrzymia (40 m/133 cm), jodła szlachetna (22,5 m/74 cm) i orzesznik pięciolistkowy (32 m/78 cm). Ponadto rosną tu kasztany jadalne, platany klonolistne, choina kanadyjska, cyprysik groszkowy, cyprysik błotny, największy w Polsce okaz cyprysika żywotnikowatego (14,5 m/35 cm), 24 gatunki klonów, 10 gatunków magnolii, 5 gatunków stewarcji i liczne gatunki oraz odmiany ostrokrzewów. Osobliwością ogrodu w Glinnej jest nastoletni okaz kielichowca chińskiego, gatunku odkrytego w Chinach dopiero w 1963 roku. Egzemplarz w tutejszym ogrodzie jest najstarszym krzewem tego gatunku uprawianym w Europie.

## Niemiecki Cmentarz Wojenny

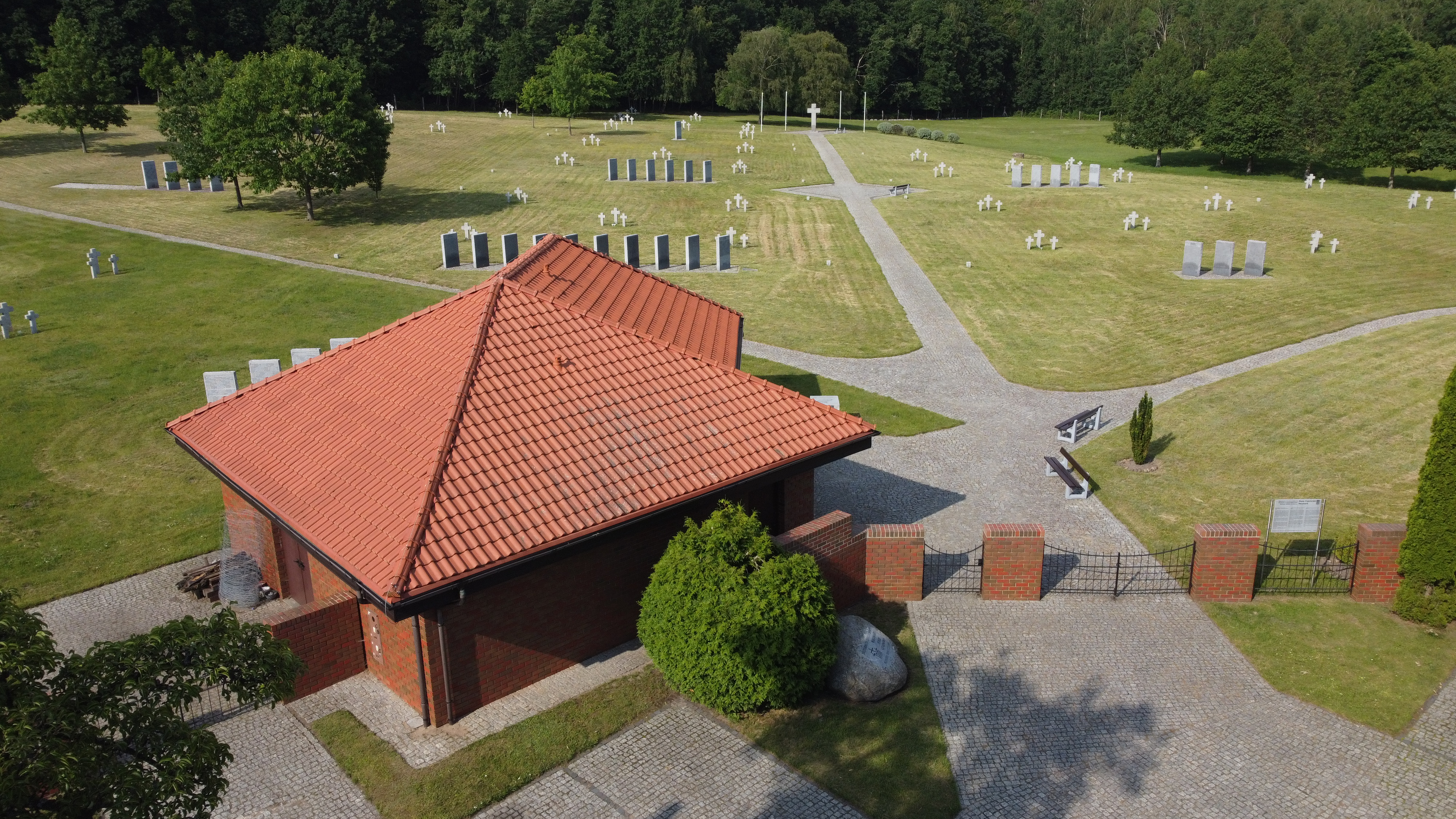
Widok ogólny cmentarza

Cmentarz Wojenny w Glinnej został utworzony w latach 2001–2003 z inicjatywy Fundacji „Polsko-Niemieckie Pojednanie” oraz władz gminy Stare Czarnowo przez Ludowy Niemiecki Związek Opieki nad Grobami Wojennymi (Volkbund Deutsche Kriegsgräberfürsorge e.V.). Jest jedną z trzynastu niemieckich nekropolii wojennych w Polsce. W 2000 roku przeniesiono tu szczątki żołnierzy niemieckich poległych podczas II wojny światowej pogrzebane na Cmentarzu Centralnym w Szczecinie. Do obecnej chwili (maj 2020) na cmentarzu pochowano 30 tys. doczesnych szczątków niemieckich ofiar wojny z terenów północno-zachodniej Polski, w tym kilka tysięcy osób cywilnych. Po pochówku ponad 2100 cywili z Malborka w sierpniu 2009 zmieniono nazwę z „Cmentarz Żołnierzy Niemieckich” na „Niemiecki Cmentarz Wojenny”.
Cały cmentarz może pomieścić ponad 32 tys. pochówków. Oficjalne otwarcie Cmentarza Wojennego Żołnierzy Niemieckich w Glinnej nastąpiło 15 lipca 2006 roku, wcześniej w 2000 roku szczątki żołnierzy niemieckich poległych podczas II wojny światowej zostały przeniesione z Cmentarza Centralnego w Szczecinie do Glinnej.

## Inne zabytki i obiekty historyczne
- Cmentarzysko kurhanowe. W pobliżu wsi znajdują się pozostałości cmentarza z epoki brązu (1200–1000 lat p.n.e.), gdzie do dziś zachowało się 5 kurhanów. Znaleziska z Glinnej umieszczone są w Muzeum Narodowym w Szczecinie.
- Pozostałości średniowiecznego grodziska stożkowatego nad Jeziorem Glinna.